# Commissariat d'outre-mer
Pour les articles homonymes, voir DICOM.
Dans la France d'outre-mer, le service du commissariat des armées (SCA) créé en janvier 2010, dispose de directions du commissariat d'outre-mer (DICOM) qui sont dirigées par un commissaire en chef et où toutes les fonctions sont mutualisées. 
Les Directions du commissariat d’outre-mer et Groupements de soutien des bases des forces Françaises ont été regroupés sous une même entité (DICOM-GS) qui résulte de l'intégration des attributions de la DICOM et du Groupement de soutien (GS) sous un même commandement.
Il existe des DICOM-GS dans les territoires suivants : 
- DICOM-GS de Nouvelle-Calédonie à Nouméa ;
- Groupement de soutien de la base de défense de Guyane à Cayenne ;
- Groupement de soutien de la base de défense des Antilles à Fort-de-France ;
- DICOM-GS de Papeete ;
- DICOM-GS du Cap-Vert à Dakar ;
- Groupement de soutien de la base de défense de Djibouti ;
- Groupement de soutien de la base de défense de La Réunion - Mayotte ;